# 商館時計
商館時計（しょうかんどけい）は、文明開化に伴い、明治時代に外国商館を通じて日本に輸入された懐中時計である。

## 概要
明治時代、日本の貿易は商館とよばれる外国人商社に独占され、これらの商館が懐中時計を輸入していた。商館の注文に応じてスイスの時計工房が作成し、商館のマークと名前を入れて売った。このような懐中時計を「商館時計」という。当時、輸入された懐中時計の90パーセントを占めた商館時計は明治期を代表する時計である。1890年以前の懐中時計は、実用品というよりは貴族や富裕層のアクセサリーであり、高級品に限られ数も少数であった。工業化が進み鉄道が発展した1890年以降の日本の時計市場は中級品・普及品へと変化し、懐中時計の使用は拡大した。よく見られる商館時計の多くがこの時期（明治20年代から明治30年代）の輸入品である。

### 外装の特徴
数多くの商館が取り扱っていたにもかかわらず、外装はよく似通っている。
- 直径50 - 60mm、重さ100 - 150gの大型懐中時計である。片側ガラスの「オープンフェイス」と呼ばれるタイプが多い。
- ケース素材は純度0.800（コインシルバー）の銀製が多い。0.925（スターリングシルバー）や金製（特製や高級品）のものは少ない。
- 文字盤は白色エナメル（瀬戸引き）で、中心部分や秒針部分は一段くぼんでいるものが多い。繊細な書体のローマ数字が細長く書かれている。明治10年代～明治20年代初期には手書きであった。明治20年代になると、印刷の物が増える。また、現在の時計のように文字盤に銘が入っているものは稀である[注釈 1]。
- 秒針はスモールセコンドとよばれる、時針分針とは独立したものである。秒目盛りと10刻みのアラビア数字が表記される。
- 初期の物は鍵巻きである。多く存在するのは竜頭巻きで、大きなタマネギ型の竜頭を持つ。時刻合わせはサイドプッシュ式である[注釈 2]。

### 見せる時計
商館時計は実用品であったが、文明開化のステータスシンボルとしての役割も持っていた。
- まだ輸入数の少なかった明治20年（1887年）頃、直径60㎜になる懐中時計がよく売れた。携帯に便利な小型の物もあったが、見栄えのする大型の物が好まれた。[3]
- 時針分針は装飾のある銅製で、小さな飾り石が入ったものが多い。時計に「豪華な工芸品」という印象を与えている。視認性を重視する物はブルースチールのブレゲタイプの場合もある。時期が後の物はスペードタイプが取り付けられていることもある。文字盤もアラビア数字ではなく、独特の書体のローマ数字が使われている。
- 中蓋が銀枠のガラス風防である。外蓋を開けると中の機械を見ることができる。

### 日本仕様
当時の日本人の好みや使い方を反映した仕様となっている。
- 提げ環に2か所鍔が付けてある。和装の場合チェーンではなく、組みひもで着物の帯に巻き付ける使われ方も多かったので、ひもが環や竜頭にからみ付かないようにするためである。
- 裏ぶたがフラットで、魚子模様になっている。家の中では机に平置きにして使われることが多かったようである。魚子模様は手脂で指紋が付くのを防ぐためである。また、ケースの縁にも滑り止めのために、コインのようなギザが刻まれている。[4][出典無効]
- 外蓋の裏に商館名とマークが刻印されている。「レッツ商會」「ブルウル商會」などと、商館名がカタカナで記されている場合が多い。理由は明治時代にはまだアルファベットになじみがなかったためである。このカタカナ表記は、商館時計の大きな特徴である。

### 商館時計の意義
- 明治初めまでの日本において用いられていた太陰太陽暦（天保暦）は、時刻は不定時であり、時刻は和時計でしか表せなかった。和時計は複雑かつ非常に高価であり、所持しているのは大名などに限られ、一般人はほとんどは時計を見ることはなかった。明治5年（1872年）にグレゴリオ暦が採用され、時計が必要とされる場面が増えたため、懐中時計が輸入され、日本で初めて多くの手に渡った洋式時計となった。

- グレゴリオ暦採用から、国産時計の生産までには数十年を要した。明治27年（1894年）から明治29年（1896年）頃に発売された、最初期国産懐中時計の一つである精工舎の「タイムキーパー２０型」は、外観や内部構造など商館時計を参考にしたと見られる特徴がある。

## 主な商館とマーク
明治時代、時計を扱っていた商館は２０軒～３０軒ほどが確認されている。マークの種類はその数倍にのぼる。

### スイス商館
- 「アール.シュミット商会（Rodolphe.Schmid&Co）」シュミットは、元はスイスの時計製造会社である。明治10年（1878年）から明治23年（1890年）の間はワーゲン商会が扱い、その後明治27年（1894年）の間はヘロブ商会が扱った。明治28年（1895年）からシュミット直営となり、明治42年（1909年）からはナブホルツ&ヲッセンブルゲン商会が扱った。シュミットは後に尚工舎（シチズン時計）の設立にも協力した。

　　マーク「馬上騎士印」馬の衣装に…WとF→ワーゲン商会扱い　HとCo→ヘロブ商会
- 「コロン商会（J.Colomb&Co）」横浜居留地１０番にあった。高品質の時計を扱うことで知られており、精工舎の前身「服部時計店（現・セイコーグループ）」にも製品を提供していた。

　　マーク「交差旗印」「鶴印」「ライオン印」「六方星印」など
- 「ファブル.ブラント商会（C&J.Favre-Brandt）」[5]ファブル・ブラントは親日家で日本人の妻と結婚、西郷隆盛とも家族ぐるみで親交があった。日本人時計師をスイスへ留学させたり、「時計心得帳」を出版するなど、日本の時計産業育成にも尽力した。横浜外国人墓地９区に埋葬される。ファブルの娘はニール・ゴードン・マンローの3番目の妻である。

　　マーク「盾獅子印（高級品）」「星獅子印（準高級品）」「野羊・猟鳥印（普及品）」
- 「シュオーブ・フレール社」スイスのラ・ショードフォンにて製造。「タヴァン（Tavannes)」ブランドで広く知られる。日本ではJ・ウィストコウスキ商会とクーン商会が扱った。現在では「CYMA]ブランドの腕時計がよく知られている。

　　マーク「犬印にTRUSTY]
- 「ボーレル・クルボアジェ社（Borel&Corvoisier)」スイスのニューシャテルにて製造。E・ジャコット商会が扱っていたが、のちにシーベル商会が扱った。

　　マーク「盾にB&C]

### ドイツ商館
- 「レッツ商会（F.retz&Co)」横浜居留地２１４番と神戸居留地８２番にあった。レッツ商会は長い間繁盛したため、現存品も多い。普及品から中級品が多いが、特注品とみられる高級品も散見される。なお、清水次郎長が愛用した時計もレッツ商会のものであった。フリードリヒ・レッツ（en:Friedrich Wilhelm Retz）は事業の傍ら横浜外人墓地の運営にもたずさわる。外国人墓地１５区に埋葬される。娘はニール・ゴードン・マンローの最初の妻。

　　マーク「蝶に矢」「三日月にカゲロウ」「朝日印」など
- 「謙信洋行」最初は神戸に商館をもうけ、のちに横浜に移転。中国への販路拡大に力を入れていた。

　　マーク「鷲に盾と矢」
- 「カール・ローデ商会」時計のほかにも染料を輸入。カール・ローデは1891年（明治24年）にドイツ領青島へ去ったが、第1次世界大戦で俘虜として日本に連れ戻され、板東俘虜収容所で3年間を過ごした。ここで日本初の「第九」の演奏が俘虜たちによって行われたというエピソードがある。

　　マーク「飛ぶ鷲」
- 「L.クニフラー商会」大手総合商社として知られる。クニフラーの帰国後、イリスが経営を引き継ぎ「C.イリス商会」となった。

　　マーク「馬印」
- 「A.エストマン商会」保険代理店業務も行っていた。

　　マーク「王冠印」「ライオン印」

### アメリカ商館
- 「ブルウル兄弟商会（Bruhl bros&Co.）」神戸と横浜を拠点に明治36年（1903年）まで営業した。服部金太郎とも関係が深かった。

　　マーク「競馬印」「葡萄印」

### フランス商館
- 「ヲロスヂーバアク商会（Orosdi-Back）」明治28年（1895年）創業。日本では明治36年（1903年）まで営業。現在もパリに本店がある。

　　マーク「三日月に鷹印」「花火印」
- 「オッペネメール商会」横浜に明治8年（1875年）から存在。明治２０年代から時計の扱いを始めた。

　　マーク「騎馬武士印」

### 日本の商店
外国商館と直接取引し、小売りする時計商もいた。自分の商店のマークを入れた製品がある。
- 「吉沼時計店と服部時計店」スイス、ラ・ショードフォンの高台社製造の時計をブルウル兄弟社仲介で扱った。

　　マーク「月鳥印」
- 「北出作治郎商店」大阪心斎橋にあった。日の出印のボンボン時計を制作していた。商館時計には珍しく文字盤に商標が赤色で書かれている。